# Rochefort-sur-Loire
Rochefort-sur-Loire település Franciaországban, Maine-et-Loire megyében. Lakosainak száma 2332 fő (2022. január 1.). Rochefort-sur-Loire Beaulieu-sur-Layon, Béhuard, Chalonnes-sur-Loire, Chaudefonds-sur-Layon, Denée, Mozé-sur-Louet, La Possonnière és Val-du-Layon községekkel határos.

## Népesség
A település népessége az elmúlt években az alábbi módon változott:
| Lakosok száma | 1618 | 1814 | 1877 | 2128 | 2290 | 2336 | 2355 | 2323 | 2307 | 2332 |
|               | 1968 | 1982 | 1990 | 2006 | 2013 | 2015 | 2017 | 2019 | 2020 | 2022 |